# Труды Геологического комитета
Труды Геологического комитета (сокр. Тр. ГК, Тр. Геол. Ком.; фр. Mémoires du Comité géologique) — серийное научное многотомное издание Геологического комитета России, издавалось в 1883—1930 годах. Авторами публикаций были сотрудники Геологического комитета. Издания описывали новые районы геологической съёмки, вопросы геологии и горного дела. Они представляли собой обобщающие монографические описания геологического строения крупных регионов Российской империи (затем РСФСР и СССР).
После 1930 года публикации продолжились под названием:
- Труды Главного геологоразведочного управления ВСНХ СССР
- Труды Всесоюзного геолого-разведочного объединения (ВГРО).

## Публикации Трудов Геолкома
В 1883—1902 годах было опубликовано 20 томов Трудов Геологического комитета в виде Томов и номеров к ним:
Том I
- № 1. Фауна юрских образований Рязанской губернии. Лагузен И. С 11 таблицами и картой. 1883
- № 2. Общая геологическая карта России. Лист 56-й. Ярославль, Ростов, Калязин, Весьегонск, Пошехонье. На основании наблюдений А. Дитмара, П. Еремеева, А. Крылова и С. Никитина. Никитин С. С геол. картой и 3 таблицами. 1884
- № 3. Материалы к изучению девонских отложений России. Чернышев Ф. Н. С 3 табл. 1884
- № 4. Геологический очерк Липецкого Уезда в связи с минеральными источниками г. Липецка. Мушкетов И. С геол. картою и планом. 1885

Том II
- № 1. Общая геологическая карта России. Лист 71-й. Кострома, Макарьев (на Унже), Чухлома, Любим. На основании наблюдений К. Милашевича и С. Никитина произведенных на средства Императорского С.-Петербургского Минералогического Общества. Составил и объяснил С. Никитин. С 8 таблицами и картой. 1885
- № 2. Общая геологическая карта России. Лист 93-й. Западная часть. Синцов И. С геологической картой. 1885
- № 3. Аммониты зоны Aspidoceras acanthicum восточной России. Павлов А. С 10 таблицами. 1886
- № 4. Описание остатков растений артинских и пермских отложений. Шмальгаузен И. С 7 таблицами. 1887
- № 5. Самарская лука и Жегули. Геологическое исследование. Павлов А. С картой и 2 таблицами. 1887

Том III
- № 1. Фауна нижнего девона западного слона Урала. Чернышев Ф. Н. С 9-ю таблицами. 1885
- № 2. Общая геологическая карта Европейской России. Лист 139. С 4 таблицами, с геологической картой. Карпинский А. 1886
- № 3. Фауна среднего и верхнего девона западного слона Урала. Чернышев Ф. Н. С 14 таблицами. 1887
- № 4. Общая геологическая карта Европейской России. Лист 139. Описание центральной части Урала и западного его склона. С 7-ю таблицами. Карпинский А. 1889

Том IV
- № 1. Общая геологическая карта России. Лист 138: Геологическое описание Ревдинского и Верх-Исетского округов и прилежащих местностей. Зайцев А. 1887. С геологической картой
- № 2. Общая геологическая карта России. Лист 138. Геологические исследования северо-западной части 138-го листа. Штукенберг А. 1890
- № 3. Фауна девона нижнего восточного склона Урала. Чернышев Ф. Н. С 14 табл. 1893

Том V
- № 1. Общая геологическая карта России. Лист 57. Никитин С. С гипсометр. и геолог. карт. 1890
- № 2. Следы мелового периода в Центральной России. Никитин С. С 5 таблицами и картой. 1888
- № 3. Головоногие верхнего яруса средне-русского каменноугольного известняка. Цветаева М. С 6 табл. 1888
- № 4. Кораллы и мшанки верхнего яруса среднерусского каменноугольного известняка. Штукенберг А. С 4 таблицами. 1888
- № 5. Каменноугольные отложения Подмосковного края и артезианские воды под Москвой. Никитин С. С 3-мя табл. 1890

Том VI
- № 1. Геологические исследования на западном склоне Соликамского и Чердынского Урала. Кротов П. С геологической картой и 2 таблицами. 1888

Том VII
- № 1. Общая геологическая карта России. Лист 92-й. Синцов И. С картой и 2 таблицами. 1888
- № 2. Заволжье в области 92-го листа общей геологической карты России. Никитин С. и Ососков П. 1888
- № 3. Отчет о геологических и почвенных исследованиях, произведенных в Боровичском уезде Новгородской губернии в 1895 г. Земятченский П. С геологической и почвенной картами. 1899
- № 4. Окаменелости из триасовых отложений Южно-Уссурийского края. Биттнер А. С 4 таблицами. 1899

Том VIII
- № 1. Ауцеллы, встречающиеся в России. Лагузен И. С 5 таблицами. 1888
- № 2. Аммониты нижнего волжского яруса. Михальский А. С 13 таблицами. 1890
- № 3. О девонских растениях Донецкого каменноугольного бассейна. Шмальгаузен И. С 2 таблицами. 1894
- № 4. Наутилиды и аммонеи нижнего отдела среднерусского каменноугольного известняка. Цветаева М. С 6 таблицами. 1898

Том IX
- № 1. Общая геологическая карта России. Лист 48. Соколов Н. С геологической картой. 1889
- № 2. Нижнетретичные отложения Южной России. Соколов Н. С 2 картами. 1893
- № 3. Фауна глауконитовых песков Екатеринославского жел.-дор. моста. Соколов Н. С геологическим разрезом и 4 таблицами. 1894
- № 4. Нижнетретичные селахии из Южной России. Иекель О. С 2 таблицами. 1895
- № 5. Слои с Venus Konkrensis (средиземноморские отложения) на р. Конке. Соколов Н. С 5 таблицами и картой. 1898

Том X
- № 1. Верненское землетрясение 28-го мая 1887 г. Мушкетов И. С 4 картами. 1890
- № 2. Теодолитный метод в минералогии и петрографии. Федоров Е. С. С 14 таблицами. 1893
- № 3. Кораллы и мшанки каменноугольных отложений Урала и Тимана. Штукенберг А. С 24 таблицами. 1895
- № 4. О происхождении лиманов Южной России. Соколов Н. С картой. 1895

Том XI
- № 1. Общая геологическая карта России. Лист 126-й. Пермь-Соликамск. Геологические исследования на западном склоне Урала. Краснопольский А. 1889
- № 2. Общая геологическая карта России. Лист 126-й. Пермь-Соликамск. Объяснительные замечания к геологической карте. Краснопольский А. С геологической картой. 1891

Том XII
- № 1. Орографический очерк Тимана. Чернышев Ф. Н.
- № 2. Верхне-силурийская фауна Тимана. Лебедев Н. С 3 таблицами. 1892
- № 3. Головоногие доманикового горизонта южного Тимана. Гольцапфель Э. С 10 таблицами. 1899

Том XIII
- № 1. Геологические исследования в Николаево-Павдинском округе и прилежащих местностях Центрального Урала и восточного его склона. Зайцев. 1892
- № 2. Общая геологическая карта Европейской России. Лист 89-й. Часть географическая. Оро-гидрографический очерк западной части Вятской губернии в пределах 89 листа. Кротов П. С 1 картой. 1894
- № 3. Месторождения золота Кочкарской системы в Южном Урале. Высоцкий Н. С 3 картами. C 3 картами. 1900
- № 4. Средиземноморские отложения Томаковки. Михайловский Г. П. С 4 таблицами. 1903

Том XIV
- № 1. Общая геологическая карта России. Листы 95 и 96. Геологические исследования в Калмыцкой степи. Мушкетов И. С 2 картами. 1895
- № 2. Гидрогеологические исследования в Херсонской губернии. Соколов Н. С картой. 1896
- № 3. Триасовые фауны цефалопод Приморской области в Восточной Сибири. Динер К. С 5 таблицами. 1895
- № 4. Геологический очерк ледниковой области Теберды и Чхалты на Кавказе. Мушкетов Н. В. С картой, таблицей и рисунками в тексте. 1896
- № 5. Общая геологическая карта России. Лист 144-й. Геологические исследования в Киргизской степи в 1894 г. Мушкетов И. С картой 114-го листа. 1896

Том XV
- № 1. Общая геологическая карта России. Лист 46-й. Полтава-Харьков-Обоянь. Армашевский П. С геологической картой. 1903
- № 2. Общая геологическая карта России. Лист 72-й. Геологические исследования в Окско-Клязминском бассейне. Сибирцев Н. С картой. 1896
- № 3. Фауна некоторых верхне-палеозойских отложений России. 1. Головоногие и брюхоногие. Яковлев Н. С 5 таблицами. 1899
- № 4. Материалы к познанию Прикаспийского неогена. Акчагыльские пласты. Аднрусов Н. С 5 таблицами и 1 картой. 1902

Том XVI
- № 1. Общая геологическая карта России. Лист 127. Штукенберг А. С 5 таблицами. 1898
- № 2. Верхнекаменноугольные брахиоподы Урала и Тимана. Чернышев Ф. Н. С атласом из 63 таблиц

Том XVII
- № 1. Фауна и возраст меловых песчаников окрестностей озера Баксунчак. Ребиндер В. С 4 таблицами. 1902
- № 2. Роль кораллов в девонских отложениях России. Лебедев Н. С 5 таблицами. 1902
- № 3. О некоторых сигиллариях, собранных в Донецких каменноугольных отложениях. Залесский М. С 4 таблицами. 1902

Том XVIII
- № 1. Гора Магнитная и её ближайшие окрестности. Морозевич И. С 4 рисунками в тексте, VI фототипическими таблицами и геологической картой. 1901
- № 2. Марганцевые руды третичных отложений Екатеринославской губернии и окрестностей Кривого Рога. Соколов Н. С картой и 1 таблицей. 1901
- № 3. Елецкий уезд в геологическом отношении. Краснопольский А. С геологической картой. 1902

Том XIX
- № 1. Два пересечения главного Кавказского хребта. Богданович К. С картой и 3 таблицами. 1902
- № 2. Геологические исследования в Кыштымской даче Кыштымского горного округа. Николаев Д. В. С 4 таблицами. (4 карты). 1902

Том XX
- № 1. Геологические исследования в Южной России в 1881—1884 гг. Домгер В. С картой. 1902
- № 2. Гидрогеологические исследования в Новомосковском уезде Екатеринославской губернии. Вознесенский В. С картой. 1902

### Новая серия (1903-1930)
C 1903 года нумерация томов изменилась на выпуски, они стали помечаться «Новая серия» (фр. Nouvelle série).
Выпуски новой серии:
- 1. Материалы по Ахалкалакскому землетрясению 19-го декабря 1899 г. Мушкетов И
- 2. Материалы для изучения нижнемеловой аммонитовой фауны центральной и северной России. Богословский Н. С 18 таблицами. 1902
- 3. Геологический очерк Изюмского уезда и прилежащей полосы Павлоградского и Змиевского уездов. Северозападная окраина Донецкого кряжа. Борисяк А. С картой. 1905
- 4. Фауна верхней части палеозойских отложений в Донецком бассейне. 1. Пластинчатожабренные. Яковлев
- 5. Фауна Бугловских слоев Волыни. Ласкарев В. С 5 таблицами и картой. 1903
- 6. Бакальские месторождения железных руд. Конюшевский Л., Ковалев П. С картой. 1903
- 7. Геологическое строения Исачковского холма. Морозевич И. С 4 таблицами. 1903
- 8. О некоторых жильных породах Таганрогского округа. Морозевич И. С 5 таблицами. 1903
- 9. Шемахинское землетрясение 31-го января 1902 г. Вебер В. С 2 таблицами и 1 картой. 1903
- 10. Материалы по геологии третичных отложений Криворожского района. Фаас А. С картой и 2 таблицами. 1904
- 11. Pelecypoda юрских отложений Европейской России. Выпуск 1: Nuculidae. Борисяк А. С 3 таблицами. 1904
- 12. Фауна верхней части палеозойских отложений в Донецком бассейне. 2. Кораллы. Яковлев Н. С 1 таблицей. 1903
- 13. Ископаемые растения каменноугольных отложений Донецкого бассейна. I. Lycopodiales. Залесский М. Д. С 14 таблицами. 1904
- 14. Кораллы и мшанки нижнего отдела среднерусского каменноугольного известняка. Штукенберг А. С 9 таблицами.
- 15. Троицкое месторождение железных руд в Кизеловской даче на Урале. Дюпарк Л. 1904
- 16. Общая геологическая карта России. Лист 73-й: Елатьма, Моршанск, Сапожок, Инсарь. Богословский Н. 1906
- 17. Геологический очерк окрестностей Лемезинского завода Уфимского горного округа. Карпинский А. С картой. 1904
- 18. Фауна моллюсков Мандриковки. Соколов Н. С 13 фототипическими таблицами. 1905
- 19. Pelecypoda юрских отложений Европейской России. 2: Arcidae. Борисяк А. С 4 таблицами. 1906
- 20. Древнейшие соли силурийских отложений России. Ламанский В. В. С чертежами и рисунками в тексте и приложением двух фототипических таблиц. 1905
- 21. Геологические исследования в районе Зигазинских и Комаровских железорудных месторождений (Южный Урал). Л. Конюшевский. С 2 картами. 1906
- 22. Геологические исследования центральной группы дач Верх-Исетских заводов, Ревдинской дачи, Мурзинского участка. Никитин В. В. С картой на 5 листах и 35 таблицами. 1907
- 23. Фауна верхнекаменноугольной толщи Самарской Луки. Штукенберг А. С 13 таблицами. 1905
- 24. Грозненский нефтеносный район. Калицкий К. П. С 3 картами на 6 листах и 3 таблицами в тексте. 1906
- 25. Геологическое описание Невьянского горного округа. Краснопольский А. С геологической картой. 1906
- 26. Система Дабрара в юго-восточном Кавказе. Богданович К. 1906.
- 27. О трохилисках. С 3 таблицами. Карпинский А. 1906
- 28. Святой остров (Бакинской губернии). Голубятников Д. С 3 таблицами и картой. 1908
- 29. Pelecypoda юрских отложений Европейской России. Выпуск 3. Mytilidae. Борисяк А. C 2 таблицами. 1906
- 30. Геологические исследования в районе рудников Архангельского завода в Южном Урале. Конюшевский Л. С геологической картой. 1908
- 31. Серно-соляные ключи близ Богоявленского завода. Нечаев А. В. 1907
- 32. Посмертные статьи и заметки. Сборник неизданных трудов Михальского А. О. 1908
- 33. К ископаемой флоре каменноугольных отложений Домбровского бассейна. Залесский М. Д. 1907
- 34. Материалы к познанию каменноугольных отложений Домбровского каменноугольного бассейна. Чарноцкий С. И. 1907
- 35. О триасовых отложениях Домбровского каменноугольного бассейна. Богданович К. И. 1907
- 36. Об ауцеллах. Соколов Д. Н. 1908
- 37. Фауна Донецкой Юры. 1.Cephalopoda. C 10 таблицами. Борисяк А. А. 1908
- 38. Юрские растения Кавказа и Туркестана. С 8 таблицами. A.C. Seward. 1907
- 39. Очерк Криворожских железорудных месторождений. А. Фаас.
- 40. Материалы к познанию Прикаспийского неогена. Понтические пласты Шемахинского уезда. Андрусов Н. И. С 6 таблицами. 1909
- 41. Восточная часть Нижне-Тагильского горного округа. Краснопольский А. С картой. 1908
- 42. Палеозой Изюмского уезда Харьковской губернии. Яковлев Н. С картой. 1908
- 43. Два плезиозавра из юры и мела Европейской России. С 5 таблицами. Рябинин А. 1909
- 44. Pelecypoda юрских отложений Европейской России. Выпуск 4. Aviculidae. Борисяк А. C 2 таблицами. 1909
- 45. Геологические исследования на Восточном побережье Русского Сахалина. Отчет Сахалинской горной экспедиции 1907 г. Анерт Э. Э. 1908
- 46. Ископаемые растения каменноугольных отложений Донецкого бассейна. II. Изучение анатомического строения Lepidostrobus. Залесский М. Д. С 9 таблицами. 1908
- 47. Геологические исследования Кубанского нефтеносного района. Лист Нефтяно-Ширванский. С картой. Чарноцкий С. И. 1909
- 48. Прикрепление брахиопод как основа видов и родов. Яковлев Н. С 2 таблицами. 1908
- 49. К познанию фауны морских ежей из меловых отложений Русского Туркестана. 1. Описание нескольких форм, найденных в Ферганской области. Фаас А. 1908
- 50. О тождестве Neuropteris Ovata Hoffmann и Neurocallipteris Gleichenioides Sterzel. Залесский М. Д. C 4 таблицами. 1909
- 51. Геологическое описание маршрута Семипалатинск-Верный. Мейстер А. С 1 таблицей и 2 картами. 1909
- 52. Геологический очерк окрестностей Верхне- и Нижне-Туринского завода и горы Качканар. Краснопольский А. С картой. 1909
- 53. Горловский район главного антиклинала Донецкого бассейна. Соколов В., Лутугинн Л. 1910
- 54. Андижанское землетрясение 3/16 декабря 1902 года. Чернышев Ф. Н. 1910
- 55. Фауна Донецкой юры. 2. Brachiopoda. С 5 таблицами. Наливкин В. 1910
- 56. Юрские растения Уссурийского края. Криштофович А. С 3 таблицами. 1910
- 57. Геологические исследования Кубанского нефтеносного района. Лист Хадыжинский. С картой. Богданович К. 1910
- 58. Каптаж Нарзана и его история. С 17 таблицами и 1 картой. Огильви А. Н. 1911
- 59. Об условиях залегания нефти на острове Челекен. С картой. Калицкий К. П. 1910
- 60. О выветривании минерального угля. Мефферт В. С 10 таблицами. 1916
- 61. Фауна Пермских отложений востока и крайнего севера Европейской России. 1. Brachiopoda. Нечаев А. В. С 15 таблицами рисунков. 1911
- 62. Месторождения платины Исовского и Нижне-Тагильского районов на Урале. С 2 геологическими картами на 6 листах, 2 гипсометрическими картами и 33 таблицами. Высоцкий Н. К. 1913
- 63. Челекен. С 25 таблицами и геологической картой. Вебер В. и Калицкий К. П. 1911
- 64. Западная часть Вятской губернии в пределах 89 листа. Кротов П. И. С 1 картой. 1912
- 65. Геологические исследования Кубанского нефтеносного района. Листы: Майкопский и Дагестанский. Чарноцкий С. С 2 картами. 1911
- 66. О происхождении характерных особенностей Rugosa. Яковлев Н. С 1 таблицей. 1910
- 67. Lamellivranchiata доманикового горизонта Южного Тимана. Замятин А. Н. с 2 таблицами. 1911
- 68. Изучение анатомии Dadoxylon Tchihatcheffi Goppert sp. Залесский М. Д. 1911
- 69. К изучению геологического строения Кахетинского хребта. Рябинин А. С приложением статьи А. П. Герасимова «Изверженные породы хребта Цива». С 3 таблицами и картой. 1911
- 70. Cephalopoda Московской Юры (Сборник неизданных трудов. Выпуск I). Никитин С. Н. С 2 таблицами. 1916
- 71. Юрская флора Каменки в Изюмском уезде. Hamshaw Thomas H. С 8 таблицами. 1911
- 72. Месторождение самородной меди на Командорских островах. С 2 таблицами. Морозевич И. 1912
- 73. Юрские растения из Балаганского уезда Иркутской губернии. Seward A.C., Hamshaw Thomas H. С 3 таблицами.
- 74. Среднеюрские рудоносные глины с юго-западной стороны Краковско-Велюньского кряжа. 1. Стратиграфия. С картой. Ребиндер Б. 1912
- 75. Юрские растения из Китайской Джунгарии, собранные профессором Обручевым. С 7 таблицами. Сьюорд А. Ч. 1911
- 76. К аммонитовой фауне Печорской юры. С 3 таблицами. Соколов Д. Н. 1912
- 77. Общая геологическая карта Европейской России. Лист 17-й. Ласкарев В. Д. С картой, 3 таблицами и 52 рисунками в тексте. 1914
- 78. Майкопский нефтеносный район. Нефтяно-Ширванская нефтеносная площадь. Губкин И. М. С 4 таблицами.1912
- 79. Фауна верхней части палеозойских отложений в Донецком бассейне. III. Плеченогии — Геологические результаты обработки фауны. Яковлев Н. С 5 таблицами. 1912
- 80. Фауна рыбных пластов Апшерона. С 5 таблицами. Леднев.
- 81. Юрские растения из Амурского края. Сьюорд А. Ч. С 3 таблицами. 1912
- 82. Материалы по исследованию Русского Сахалина. Полуостров Шмидта. С 16 таблицами и 1 геологической картой. Тихонович Н. 1914
- 83. Меловые иноцерамы Русского Сахалина. С 5 таблицами и 1 картой. Соколов Д. В. 1914
- 84. Геологическое исследование северной части Самарской губернии. С 5 таблицами-картами. Замятин А. Н. и Нечаев А. В. 1913
- 85. Фауна Пермских отложений окрестностей города Кириллова Новгородской губернии. Лихарев В. С 9 таблицами. 1913
- 86. О Cordaites aequalis Goppert sp. из Сибири и о тождестве его с Noeggerathiopsis Iisllopi Bunbury sp. флоры Гондваны. С 7 таблицами. Залесский М. Д. 1912
- 87. Севастопольская фауна млекопитающихся. 1. С 10 таблицами. Борисяк А. А. 1914
- 88. К вопросу о геологическом строении Нефтяно-Ширванского месторождения нефти. Губкин И. М. С картой и таблицей разрезов. 1913
- 89. Землетрясение в северных цепях Тянь-Шаня в 1910 г. С 8 таблицами карт и планов. Богданович К. И., Карк И. М., Корольков Б. Я. и Мушкетов Д. И. 1914
- 90. О гранитовых и диоритовых горных породах Криворожского рудного района. С 5 таблицами и 1 геологической картой. Тарасенко В. Е. 1914
- 91. Геологические исследования Кубанского нефтеносного района. Листы Смоленский и Ильинский. С 2 картами. Чарноцкий С. И. 1914
- 92. Геологические исследования Кубанского нефтеносного района. Прокопов К. А.
- 93. Геологические исследования в Ширакской степи и её окрестностях. С картой и 4 таблицами. Рябинин А. Н. 1913
- 94. Материалы для геологии Донецкого бассейна (Каменная соль, доломиты и медные руды). С заглавной таблицей и геологической картой. Яковлев Н. Н. 1914
- 95. Нефтяная гора (Закаспийской области). С 3 таблицами и 1 картой. Калицкий К. П. 1914
- 96. Этюды о кораллах Rugosa. С 3 таблицами. Яковлев Н. Н. 1914
- 97. Десятиверстная карта Русского Сахалина. С пояснительной запиской. Полевой П. И. 1914
- 98. К вопросу о генезисе Ессентуских источников. С 3 таблицами. Огильви А. Н. 1914
- 99. Аммонеи верхнего неодевона восточного склона Урала. С 4 таблицами. Пэрна Э. Я. 1914
- 100. Чиль-устун и Чиль-майрам. С 9 таблицами и 2 рисунками в тексте. Мушкетов Д. И. 1915
- 101. Медные месторождения в Сысертской даче на Урале. С 15 фигурами карт и разрезов. Дюпарк Л. 1914
- 102. Кристаллические породы Северного Сахалина. Дервиз В. М.
- 103. Палеонтологические заметки. 1: К познанию верхне-каменноугольных и артинских Productus. Фредерикс Г. Н. 1913
- 104. Фауна верхнепалеозойских отложений Дарваза. Чернышев Ф. Н.
- 105. Уральский нефтеносный район. Лист: Макат, Бляули, Чингильды. Тихонович Н. и Миронов С.
- 106. Детальная геологическая карта Апшеронского полуострова. Биби-Эйбат. Геологический обзор и разработка месторождений. Голубятников Д. С 11 таблицами в тексте, гипсометрической, пластовой и геологической картами и разрезами на 11 листах в виде отдельного атласа. 1914
- 107. Глинистые сланцы, выступающие около г. Томска. Их фауна и геологический возраст. Янишевский М. Э.
- 108. Бассейн р. Тыи. Тетяев М. М.
- 109. Фауна верхнепалеозойской толщи окрестностей города Красноуфимска Пермской губернии. Фредерикс Г. Н.
- 110. Орографический очерк Тимана. Чернышев Ф. Н.
- 111. О некоторых пермских Brachiopoda Армении. Стоянов А. А. 1915
- 112. Геологические исследования Кубанского нефетносного района. Лист Абинский и Эриванский. Прокопов К. А.
- 113. Третичная флора Белогорского обнажения в низовье р. Буреи. Константов С. В. С 5 таблицами. 1914
- 114. Геологические исследования вдоль линии восточной части Амурской ж.д. в 1913 году. Район: хребет М. Хинган-р. Бурея. Константов С. С 3 таблицами и 1 геологической картой. 1915
- 115. Геологические исследования Кубанского нефтеносного района. Листы Анапско-Раевский и ТемрюкскоГостогаевский. Губкин И. М.
- 116. Моллюски горы Бакинского яруса. Наливкин Д. В. С 6 таблицами. 1915
- 117. Описание главнейших местных форм рода Didacna Eichw. из постплиоцена Апшеронского полуострова. Наливкин Д., Анисимов А. С 2 таблицами. 1914
- 118. Материалы по геотермике России. Ячевский Л. А.
- 119. Уральский нефтеносный район. Кой-кара, Иман-кара, Кизил-куль. Тихонович Н. Н.
- 120. Геоморфологический очерк Русского Сахалина. Тихонович Н. Н. и Полевой П. И.
- 121. Представители рода Douvillciceras из аптских отложений на северном склоне Кавказа. Никшич И. И. 1915
- 122. Гора Магнитная и её месторождения железных руд, Выпуск 1. Текст. Часть 1. Заварицкий А. Н. 1922
- 122. Гора Магнитная и её месторождения железных руд. Выпуск 1. Текст. Часть 2. Заварицкий А. Н. 1923
- 122. Гора Магнитная и её месторождения железных руд. Выпуск 1. Текст. Часть 3. Заварицкий А. Н. 1927
- 122. Гора Магнитная и её месторождения железных руд. Выпуск 2. Атлас. Заварицкий А. Н. 1922
- 123. К геологии Соликамского Урала. С 6 таблицами. Яковлев Н. Н. и Рябинин В. Н. 1915
- 124. Американский серый орех (Juglans Cinerea L.) из пресноводных отложений Якутской области. Криштофович А. С 1 таблицей. 1915
- 125. О Lepidodendron Olivieri Eichw. и Lepidodendron Tenerriumum A. & T. Залесский М. Д. С 6 таблицами. 1915
- 126. Северо-западное Прибайкалье. Область сел. Горемыки. Тетяев М. М.
- 127. Риштанское месторождение нефти (Ферганской области). Калицкий К. П. С 2 картами. 1915
- 128. Геологические исследования Кубанского нефтеносного район. Лист Крымский. Чарноцкий А. С 1 картой и 1 таблицей. 1916
- 129. Хребет Акча-Тау в юго-восточной части Чингиза. Рябинин А. С геологической картой, 4 таблицами и 3 рисунками в тексте. 1915
- 130. Детальная геологическая карта Апшеронского полуострова. Планшет IV-3. Аташкинский район. Голубятников Д. В. С атласом и 24 таблицами. 1927
- 131. О миоценовой флоре окрестностей г. Томска. Янишевский М. Э. С 4 таблицами. 1915
- 132. Материалы по исследованию бассейна р. Алдана. Абольд В. К.
- 133. Нефтяные месторождения Шур-су и Камыш-баши (Ферганской области). Калицкий К. П.
- 134. Ново-Грозненский (Алдынский) нефтеносный район (исследования 1914 года. Прокопов К. А. С 2 таблицами, 1 планом и 1 геологической картой. 1922
- 135. Пресноводная фауна Евразии. Часть 1. Богачев В. В. С 7 таблицами. 1924
- 136. Фауна Донецкой Юры. III. Gastrapoda. В. Наливкин и М. Акимов. С 3 таблицами. 1917
- 137. Севастопольская фауна млекопитающих 2. Борисяк А. А.
- 138. Верхнедевонские трилобиты окрестностей г. Верхнеуральска Оренбургской губернии. Пэрн А. 1915
- 139. Естественная история одного угля. Залесский М. Д.
- 140. Анадырский край. 1. Главнейшие результаты Анадырской экспедиции Полевой П. И.
- 141. Детальная геологическая карта Апшеронского полуострова. Биби-Эйбат. Часть 2. Геотермические наблюдения на Биби-Эйбате и в Сураханах. Буровые воды Биби-Эйбатаю Физико-химические свойства нефти. Голубятников Д. В. С 21 таблицей и 3 картами. 1916
- 142. Уральский нефтеносный район: Мурза-Адыр, Дунгулюк-Сор, Кос-Куль, Терсаккан и Киакты-Сай. Миронов С. И. С 2 таблицами и картой. 1915
- 143. Pelecypoda юрских отложений Европейской России. Выпуск 5. Pectinidae. Борисяк А. C 4 таблицами. 1917
- 144. Материалы по исследованию бассейна р. Алдана. 3. Телеграфное определение долгот некоторых пунктов Якутской области относительно Иркутской магнито-метеорологической обсерватории в 1913 г. Абольж В. К.
- 145. Материалы по тектоники Кузнецкого Алатау. Геологическое строение западной части Минусинского уезда между долинами рек Уйбата и Бири и истоками речки Биджи. Чураков А. Н.
- 146. В какую фазу геологического цикла происходит образование нефтяных залежей? Калицкий К. П.
- 147. Фауна меловых отложений Ассинско-Камбилеевского района на Кавказе. Ренгартен В. П. С 9 таблицами. 1926
- 148. Микробиологические исследования над грязевыми озёрами. Исаченко Б. Л.
- 149. О рыбах Мандрыковки. Федоровский А. С.
- 150. Материалы по исследованию р. Алдана. Определение элементов земного магнетизма в некоторых пунктах Якутской области в 1913 году. Абольд В. К. 1916
- 151. Верхнемеловые отложения Туркестана. Выпуск первый. Верхнемеловые отложения северо-западных Кызыл-Кумов и Ферганы. Архангельский А. Д. С 2 таблицами. 1916
- 152. Моллюски верхнемеловых отложений Туркестана. Выпуск первый. Архангельский А. Д. С 8 таблицами. 1916.
- 153. Геологическая карта северо-западной окраины Донецкого кряжа (Изюмского уезда и прилегающей полосы Павлоградского и Змиевского уездов). Борисяк А. и Яковлев Н.
- 154. Общая геологическая карта России. Лист 127. Сарапуль, Красноуфимск. Штукенберг А. А. и Чернышев Ф. Н.
- 155. Общая геологическая карта России. Лист 128. Чернышев Ф. Н., Меллер В. И. и Краснопольский А. А.
- 156. Палеонтологические заметки. Книга II: О некоторых верхне-палеозойских брахиоподах Евразии. Фредерикс Г. 1916
- 157. Массивно-кристаллические породы Алтая (Устькаменогорский и Зайсанский уезды Семипалатинской области). Тимофеев К. И.
- 158. Общая геологическая карта Европейской части СССР. Лист 107-й. Вятка-Слободской-Омутнинск-Кай. Сассин Н. Г. С геологической картой. 1928
- 159. Материалы по исследованию р. Алдана. Отчет о командировке в Якутскую область в 1913 г. для определения астрономических пунктов и элементов земного магнетизма в районе рек Лены и Алдана. С 2 таблицами. Абольд В. К. 1917
- 160. [уточнить]
- 161. Общая геологическая карта Европейской части СССР. Лихарев Б. К. С 1 картой. 1928.
- 162. Материалы к изучению нижнекаменноугольной фауны Ферганы. Янишевский М. С 3 таблицами рисунков. 1918.
- 163. Белоусовский рудник на Алтае. Падалка Г. Л. С 2 картами и 6 таблицами.
- 164. Верхнекаменноугольные пелециподы Урала и Тимана. Семейства Pectinidae, Limidae и Aviculopectinidae. Лихарев Б. К. С 6 таблицами. 1927
- 165. Успенское медное месторождение Акмолинской губернии в Казакской АССР. Яговкин И. С. С 9 картами и 8 таблицами.
- 166. Общая геологическая карта Европейской части СССР. Лист 44. Северо-западная четверть листа. Смоленск-Дорогобуж-Ельня-Рославль. Жирмунский А. М. С 2 геологическими картами и 1 таблицей.
- 167. Нефтяное месторождение Сель-рохо Ферганской области. Калицкий К. П. 1918
- 168. Ископаемые львы Урала и Поволжья. Рябинин А. С 5 таблицами, 8 рисунками в тексте и 1 картой. 1919
- 169. Геологическая карта Средней Азии. Лист VI-7 и VII-7 (Восточная Фергана). Масштаб 1:420000. Часть 1. Мушкетов Д. И. С 3 картами и 9 таблицами. 1928
- 170. Дашкесан и Заглик. Месторождения магнитного железняка и квасцового камня в Ганджинском у. Азербайджанской ССР. Паффенгольц К. Н. С 2 таблицами.
- 171. [уточнить]
- 172. Фауна юры и нижнего мела Крыма и Кавказа. Пчелинцев В. Ф. С 9 таблицами. 1927.
- 173. Геологический очерк месторождений медных руд на Урале. Ч. 1: Колчеданные месторождения на Урале. Заварицкий А. Н. 1927
- 173. Геологический очерк месторождений медных руд на Урале. Ч. 2. Заварицкий А. Н. 1929
- 174. Палеозойская флора Ангарской серии. Атлас из 63 таблиц с портретом Zeiller C.R. 1918
- 175. Кораллы из нижнекаменноугольных отложений восточного склона Южного Урала. С 3 таблицами. Пэрна А. Я. 1923
- 176. Пермская флора уральских пределов Ангариды. Атлас из 46 таблиц фототипий. Залесский М. Д. 1927
- 177. Кузнецкий каменноугольный бассейн. Явороский В. И., Бутов П. И. С 1 картой и 19 таблицами. 1927
- 178. Безымянный железный рудник. Копотинский золотой рудник. Бакальский рудник. Рудник имени ОГПУ. Водопад в Панике
- 179. Uralonema Karpinskii Nov. Gen., Nov. Sp. И другие кремневые губки из каменноугольных отложений Восточного склона Урала. С 3 таблицами. 1929
- 180. Брахиоподы верхнего и среднего девона Туркестана. Наливкин Д. В. С 10 таблицами. 1930
- 181. Тюя-Муюнское месторождение радия. Кириков А. П. С 4 таблицами.
- 182. Детальная геологическая съемка окрестностей с. Сухоложского. Горский И. И. С картой и 3 таблицами. 1928
- 183. [уточнить]
- 184. [уточнить]
- 185. Материалы к познанию месторождений хризотил-асбеста Баженовского района на Урале. П. М. Татаринов. С геологической картой и 4 таблицами. 1928
- 186. Сборник анализов русских изверженных и метаморфических горных пород. Немова З. Н. 1930
- 187. Геологическое строение Александровского уезда Екатеринославской губернии по буровым материалам и условия его артезианского водоснабжения. Соколов Д. В. С 3 таблицами.
- 188. [уточнить]
- 189. Ткварчельский угленосный район (Закавказье, Абхазская ССР). ч. 1, 2 и 3 продуктивные площади, О горных породах Ткварчельского района. Мокринский В. В. 1928.

В 1930 году Геологический комитет России был расформирован.